# Юань Шуци
Юань Шуци́ (кит. 袁叔琪, пиньинь Yuán Shúqí; род. 9 ноября 1984) — тайваньская спортсменка, стрелок из лука, член национальной сборной Тайваня на Олимпийских играх 2004 и 2008 годов. Бронзовый призёр Олимпийских игр 2004 года в Афинах в командном первенстве.

## Биография
Родители Юань Шуци работали почтальонами.

### Образование
Училась в средней школе «Санься Миндэ» в уезде Тайбэй. Получала высшее образование в Национальном Тайваньском педагогическом университете.

### Спортивная карьера
Начала заниматься стрельбой из лука со школы с первого класса. Тренируется еженедельно по 40 часов. Однажды заявила, что иногда жалеет, что не было возможности работать с тренером из Южной Кореи. Не только потому что у них есть большой опыт в технических аспектах в стрельбе из лука, но и потому, что они известны трезвым подходом к своим подопечным.
В семнадцатилетнем возрасте в 2002 году на проходящих в южнокорейском Пусане Летних Азиатских играх установила возрастной рекорд Игр в стрельбе из лука как самая молодая участница. При этом она завоевала золотую медаль в личном первенстве и серебряную в составе сборной в командном первенстве.
В 2003 году на Чемпионате Азии по стрельбе из лука в Янгоне заняла только 7-е место.
В 2007 году на чемпионате мира по стрельбе из лука в Лейпциге выиграла серебряную медаль в командном первенстве. В личном первенстве заняла только 49-е место.
В Шэньчжэне в 2011 году на соревнованиях по стрельбе из лука на летней Универсиаде завоевала серебряную медаль в миксте и бронзу в командном первенстве. В личном первенстве заняла только 9-е место.

#### Олимпийские игры 2004 года
В личном первенстве в квалификационном раунде заняла 6-е место с результатом 658 очков. В отборочном турнире поочередно победила в 1/32 финала украинку Екатерину Палеху со счётом 162:158. В 1/16 побеждена польская спортсменка Малгожата Соберай (158:149), в 1/8 финала — Рина Кумари из Индии (166:148). Далее в четвертьфинале со счётом 107:105 победила кореянку Юн Миджин (на тот момент двукратная олимпийская чемпионка, ещё одно золото выиграла через несколько дней в командном первенстве). Однако в полуфинале уступила (98:104) ещё одной корейской спортсменке Ли Сон Джин. В матче за третье место проиграла одно очко (104:105) британке Элисон Уильямсон и по итогам соревнований заняла 4-е место.

В командных соревнованиях в составе сборной Тайваня в 1/8 финала победила сборную Японии со счётом 240:226, а в 1/4 финала команду Германии — 233:230. В полуфинальном матче сборная Тайваня уступила соперницам из КНР (226:230). В матче за третье место с результатом 242:228 выиграли у сборной Франции и завоевали бронзовые медали.

#### Олимпийские игры 2008 года
В квалификационном раунде, набрав 652 очка, заняла 6-е место. В первом отборочном раунде победила австралийку Лекси Финей (104:101). В 1/16 финала встречалась с будущей победительницей личного первенства китайской спортсменкой Чжан Цзюаньцзюань и уступила со счётом (105:110). По итогам соревнований Юань Шуци заняла 23-е место.

В составе сборной Тайваня вместе с У Хуэйжу и Вэй Бисю в командных соревнованиях в первом раунде уступила со счётом 211:215 сборной Италии. В итоговой классификации сборная Тайваня заняла 9-е место.